# خاطرات علی امینی
خاطرات علی امینی عنوان کتابی از علی امینی، سیاست‌مدار و نخست‌وزیر سابق ایران در دهه چهل است که با مقدمه و نقد مسعود بهنود آغاز می‌شود.

## موضوع کتاب
این کتاب نخستین پروژه تاریخ شفاهی ایران در دانشگاه هاروارد مرکز مطالعات خاورمیانه بود که با تلاش حبیب لاجوردی گردآوری شد که شامل خاطرات علی امینی است که ابتدا به صورت مقاله منتشر شد که پس از انتشار آن نگارنده در پاسخ به برخی ابهامات با مجموعه تاریخ شفاهی دانشگاه هاروارد مصاحبه نمود و به صورت کتاب درآمد. موضوعاتی چون قرارداد کنسرسیوم بعد از نهضت ملی شدن نفت، کودتای ۲۸ مرداد، تحول در ساختار اقتصادی، اجتماعی و سیاسی ایران با راه‌اندازی اصلاحات اداری و ارضی زیر نظر آمریکا در سال‌های ۱۳۴۰ و ۱۳۴۱ به قلم نگارنده پرداخته شده‌است.

## بخشی از کتاب
علی امینی در بخشی از خاطرات خود در صفحه ۱۱۱ این کتاب می‌نویسد «بعد از حدود سه سال خانه‌نشینی که پس از عزل از سفارت در آمریکا پیش آمد، در نیمه اردیبهشت ماه۱۳۴۰ نخست‌وزیر شدم. این کار در نظر خودم قدری زودرس بود. برنامه‌ریزی کرده بودم با وضعی که در سیاست پیش آمده بود وارد مبارزه انتخاباتی شوم و به عنوان نماینده تهران به مجلس بروم؛ در مجلس فرصتی داشتم تا افکار عمومی را آماده کنم اما چنین پیش‌آمد نکرد و به اصطلاح معروف: فرزند هفت‌ماهه به دنیا آمد»